# Jake La Furia

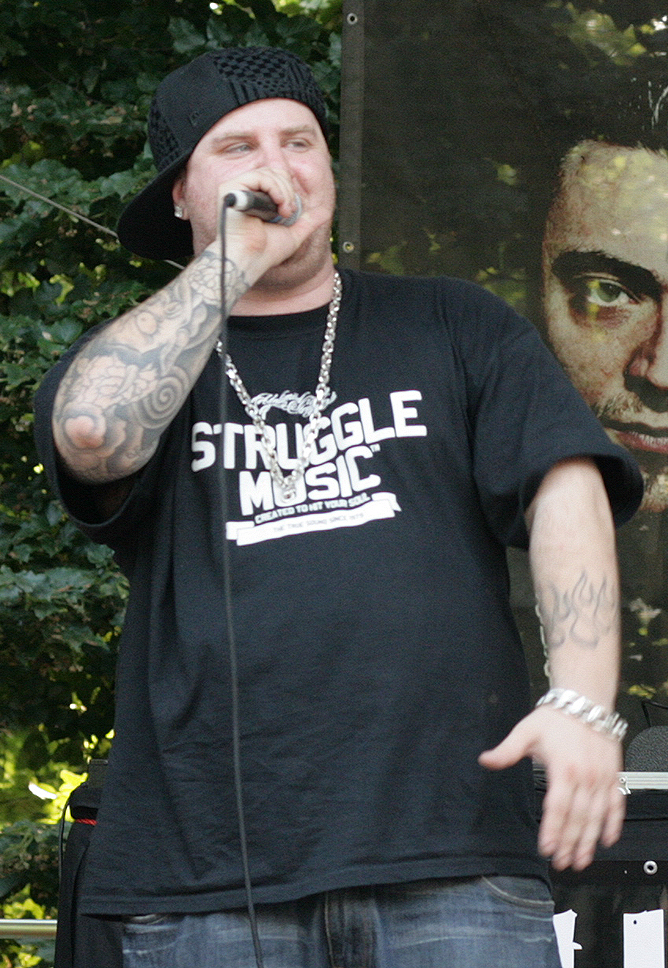
Jake La Furia bei einem Auftritt 2007

Jake La Furia (* 25. Februar 1979 in Mailand als Francesco Vigorelli) ist ein italienischer Rapper.

## Karriere
Vigorelli begann 1993, sich in der Mailänder Hip-Hop-Szene als Writer zu betätigen. Zusammen mit Guè Pequeno und Dargen D’Amico gründete er die Gruppe Sacre Scuole, während er mit Rappern wie Chief, Solo Zippo, ATPC und Prodigio zusammenarbeitete. 3 MC’s al cubo, das erste Album von Sacre Scuole, erschien 1999. Nach Differenzen mit D’Amico löste sich die Gruppe bald danach auf, woraufhin La Furia zusammen mit Pequeno und dem Beatmaker Don Joe 2002 die neue Gruppe Club Dogo gründete.
Nach großen Erfolgen mit Club Dogo veröffentlichte La Furia 2013 auch sein erstes Soloalbum Musica commerciale, auf dem er u. a. mit J-Ax und Emis Killa zusammenarbeitete. Erfolgreiche Single war das 883-Sample Gli anni d’oro. Auf dem zweiten Album Fuori da qui (2016) war auch Luca Carboni zu hören. 2017 landete er mit El Party einen Sommerhit.

## Diskografie

### Alben
| Jahr | Titel Musiklabel                               | Höchstplatzierung, Gesamtwochen, AuszeichnungChartplatzierungen (Jahr, Titel, Musiklabel, Platzierungen, Wochen, Auszeichnungen, Anmerkungen) | Höchstplatzierung, Gesamtwochen, AuszeichnungChartplatzierungen (Jahr, Titel, Musiklabel, Platzierungen, Wochen, Auszeichnungen, Anmerkungen) | Anmerkungen                                                                  |
| Jahr | Titel Musiklabel                               | IT | CH | Anmerkungen                                                                  |
| ---- | ---------------------------------------------- | --- | --- | ---------------------------------------------------------------------------- |
| 2013 | Musica commerciale Universal Music Italy (UMG) | IT2 Gold · (15 Wo.)IT | CH68 (1 Wo.)CH | Erstveröffentlichung: 29. Oktober 2013 Verkäufe: + 25.000                    |
| 2016 | Fuori da qui Universal Music Italy (UMG)       | IT2 (10 Wo.)IT | CH52 (1 Wo.)CH | Erstveröffentlichung: 22. April 2016                                         |
| 2020 | 17 Epic Records (SME)                          | IT1 ×2Doppelplatin · (68 Wo.)IT | CH30 (2 Wo.)CH | Erstveröffentlichung: 18. September 2020 Verkäufe: + 100.000; mit Emis Killa |
| 2022 | Ferro del mestiere Epic Records (SME)          | IT5 (7 Wo.)IT | — | Erstveröffentlichung: 17. Juni 2022                                          |
| 2025 | Fame Epic Records (SME)                        | IT3 (9 Wo.)IT | CH17 (1 Wo.)CH | Erstveröffentlichung: 31. Januar 2025 mit Night Skinny                       |

### Singles
| Jahr | Titel Album                                    | Höchstplatzierung, Gesamtwochen, AuszeichnungChartsChartplatzierungen (Jahr, Titel, Album, Platzierungen, Wochen, Auszeichnungen, Anmerkungen) | Anmerkungen                                                                                      |
| Jahr | Titel Album                                    | IT | Anmerkungen                                                                                      |
| --- | ---------------------------------------------- | --- | ------------------------------------------------------------------------------------------------ |
| 2013 | Inno nazionale Musica commerciale              | IT14 (2 Wo.)IT | Erstveröffentlichung: 20. September 2013                                                         |
| 2013 | Gli anni d’oro Musica commerciale              | IT12 Gold · (16 Wo.)IT | Erstveröffentlichung: 4. Oktober 2013 Verkäufe: + 25.000                                         |
| 2016 | El Chapo Fuori da qui                          | IT68 (1 Wo.)IT | Erstveröffentlichung: 8. März 2016                                                               |
| 2016 | Testa o croce Fuori da qui                     | IT79 (1 Wo.)IT | Erstveröffentlichung: 18. März 2016 feat. Egreen                                                 |
| 2017 | El Party –                                     | IT6 ×4Vierfachplatin · (38 Wo.)IT | Erstveröffentlichung: 8. Juni 2017 Verkäufe: + 200.000; feat. Alessio La Profunda Melodia        |
| 2018 | Mmmh –                                         | IT41 (1 Wo.)IT | Erstveröffentlichung: 23. Februar 2018                                                           |
| 2018 | Bandita –                                      | IT67 Platin · (13 Wo.)IT | Erstveröffentlichung: 29. Juni 2018 Verkäufe: + 50.000                                           |
| 2018 | Non sentiamoci più –                           | IT81 (1 Wo.)IT | Erstveröffentlichung: 16. November 2018                                                          |
| 2019 | F.A.K.E. –                                     | IT32 (1 Wo.)IT | Erstveröffentlichung: 15. März 2019 mit Don Joe & Marracash                                      |
| 2019 | 6 del mattino –                                | IT42 Gold · (8 Wo.)IT | Erstveröffentlichung: 28. Juni 2019 Verkäufe: + 35.000; feat. Brancar                            |
| 2020 | Malandrino 17                                  | IT39 Gold · (3 Wo.)IT | Erstveröffentlichung: 24. Juli 2020 Verkäufe: + 35.000; mit Emis Killa                           |
| 2020 | Medaglia 17                                    | IT43 (2 Wo.)IT | Erstveröffentlichung: 18. September 2020 mit Emis Killa                                          |
| 2020 | L’Ultima volta 17                              | IT9 Platin · (8 Wo.)IT | Erstveröffentlichung: 21. Oktober 2020 Verkäufe: + 70.000; mit Emis Killa feat. Massimo Pericolo |
| 2022 | L’amore e la violenza Ferro del mestiere       | IT80 (2 Wo.)IT | Erstveröffentlichung: 10. Juni 2022 feat. Paky & 8blevrai                                        |
| Folgende Lieder erschienen nicht als Single, wurden aber durch das Album zum Download und Streaming bereitgestellt und konnten somit eine Platzierung erlangen: |                                                | |                                                                                                  |
| |                                                | |                                                                                                  |
| 2013 | Esercizio di stile Musica commerciale          | IT92 (1 Wo.)IT | feat. Guè Pequeno & Marracash                                                                    |
| 2020 | Sparami 17                                     | IT6 Gold · (4 Wo.)IT | mit Emis Killa feat. Salmo & Fabri Fibra Verkäufe: + 35.000                                      |
| 2020 | No insta 17                                    | IT10 Gold · (4 Wo.)IT | mit Emis Killa feat. Lazza Verkäufe: + 35.000                                                    |
| 2020 | Broken Language 17                             | IT12 Gold · (3 Wo.)IT | mit Emis Killa Verkäufe: + 35.000                                                                |
| 2020 | Renè & Francis 17                              | IT16 Gold · (3 Wo.)IT | mit Emis Killa Verkäufe: + 50.000                                                                |
| 2020 | Cowboy 17                                      | IT24 (2 Wo.)IT | mit Emis Killa feat. Tedua                                                                       |
| 2020 | Gli amici miei 17                              | IT25 (2 Wo.)IT | mit Emis Killa feat. Lazza                                                                       |
| 2020 | Lontano da me 17                               | IT27 (2 Wo.)IT | mit Emis Killa                                                                                   |
| 2020 | Amore tossico 17                               | IT35 (2 Wo.)IT | mit Emis Killa                                                                                   |
| 2020 | 666 17                                         | IT36 (2 Wo.)IT | mit Emis Killa                                                                                   |
| 2020 | Toro loco 17                                   | IT38 Gold · (2 Wo.)IT | mit Emis Killa Verkäufe: + 50.000                                                                |
| 2020 | La mia prigione 17                             | IT40 (2 Wo.)IT | mit Emis Killa                                                                                   |
| 2020 | Maleducato 17                                  | IT42 (1 Wo.)IT | mit Emis Killa                                                                                   |
| 2020 | Quello che non ho 17                           | IT49 (1 Wo.)IT | mit Emis Killa                                                                                   |
| 2020 | Il seme del male 17                            | IT59 (1 Wo.)IT | mit Emis Killa                                                                                   |
| 2021 | No cap 17 (Dark Edition)                       | IT13 Platin · (9 Wo.)IT | mit Emis Killa feat. Geolier Verkäufe: + 70.000                                                  |
| 2021 | Per tutta la città 17 (Dark Edition)           | IT42 (1 Wo.)IT | mit Emis Killa feat. Ernia                                                                       |
| 2021 | Più Lei Che Noi 17 (Dark Edition)              | IT81 (1 Wo.)IT | mit Emis Killa feat. Rkomi                                                                       |
| 2021 | Ok Così 17 (Dark Edition)                      | IT99 (1 Wo.)IT | mit Emis Killa                                                                                   |
| 2022 | M.S.O.M. Blocco 181 (Sampler)                  | IT32 (1 Wo.)IT | mit Salmo, Rose Villain & Night Skinny                                                           |
| 2022 | I soldi e la droga Ferro del mestiere          | IT55 Gold · (2 Wo.)IT | feat. Lazza Verkäufe: + 50.000                                                                   |
| 2023 | Ray Liotta (Goodfellas) Effetto notte (L’Alba) | IT49 (1 Wo.)IT | mit Emis Killa, Capo Plaza & Baby Gang                                                           |
| 2025 | Money on My Mind Fame                          | IT23 (2 Wo.)IT | mit Night Skinny feat. Rose Villain & Artie 5ive                                                 |
| 2025 | Viagra Fame                                    | IT28 (1 Wo.)IT | mit Night Skinny feat. Kid Yugi                                                                  |
| 2025 | Cocco24 Fame                                   | IT46 (1 Wo.)IT | mit Night Skinny feat. Noyz Narcos, Tony Boy & Papa V                                            |
| 2025 | 64 No Brand Fame                               | IT51 (1 Wo.)IT | mit Night Skinny                                                                                 |
| 2025 | Back Like Cooked Crack Fame                    | IT58 (1 Wo.)IT | mit Night Skinny                                                                                 |
| 2025 | Diego Armando Fame                             | IT60 (1 Wo.)IT | mit Night Skinny                                                                                 |
| 2025 | L’ultimo giorno del mondo Fame                 | IT61 (1 Wo.)IT | mit Night Skinny feat. Guè & Rkomi                                                               |
| 2025 | Con uno sguardo Fame                           | IT67 (1 Wo.)IT | mit Night Skinny feat. Tony Boy                                                                  |
| 2025 | Ambition Fame                                  | IT69 (1 Wo.)IT | mit Night Skinny                                                                                 |
| 2025 | Cucchiaino Fame                                | IT72 (1 Wo.)IT | mit Night Skinny feat. Nerissima Serpe                                                           |
| 2025 | Milano Bloody Money Fame                       | IT75 (1 Wo.)IT | mit Night Skinny feat. Ernia                                                                     |
| 2025 | Generazioni Fame                               | IT78 (1 Wo.)IT | mit Night Skinny                                                                                 |

Weitere Singles
- 2016: Fuori da qui
- 2016: Ali e radici
- 2016: Me gusta – Gold (25.000+)[2]
- 2016: Non so dire no – Gold (25.000+)[2]
- 2022: Senza niente da dire

### Gastbeiträge
| Jahr | Titel Album                                         | Höchstplatzierung, Gesamtwochen, AuszeichnungChartsChartplatzierungen (Jahr, Titel, Album, Platzierungen, Wochen, Auszeichnungen, Anmerkungen) | Anmerkungen |
| Jahr | Titel Album                                         | IT | Anmerkungen |
| --- | --------------------------------------------------- | --- | --- |
| 2014 | Ciao Dadaismo                                       | IT73 (1 Wo.)IT | Deleterio feat. Marracash, Luchè & Jake La Furia                                                                  |
| 2018 | Barracuda                                           | IT63 (1 Wo.)IT | Erstveröffentlichung: 6. April 2018 Boomdabash feat. Jake La Furia & Fabri Fibra                                  |
| 2021 | Salsa –                                             | IT10 ×2Doppelplatin · (19 Wo.)IT | Erstveröffentlichung: 21. Mai 2021 Verkäufe: + 140.000; J-Ax feat. Jake La Furia                                  |
| Folgende Lieder erschienen nicht als Single, wurden aber durch das Album zum Download und Streaming bereitgestellt und konnten somit eine Platzierung erlangen: |                                                     | | |
| |                                                     | | |
| 2019 | 0 Like Mattoni                                      | IT52 (1 Wo.)IT | Night Skinny feat. Jake La Furia                                                                                  |
| 2020 | 5G BV3                                              | IT34 (2 Wo.)IT | Bloody Vinyl, Slait, Young Miles & Low Kidd feat. Nitro, Fabri Fibra & Jake La Furia                              |
| 2021 | Dio non è sordo Obe                                 | IT37 (2 Wo.)IT | Mace, Izi & Jack The Smoker feat. Jake La Furia                                                                   |
| 2021 | Big Checks Milano Soprano                           | IT75 (1 Wo.)IT | Don Joe feat. Jake La Furia & Shiva                                                                               |
| 2021 | Street Movie Keta Music Vol. 3                      | IT84 (1 Wo.)IT | Emis Killa feat. Jake La Furia & Rollzrois                                                                        |
| 2021 | I soldi degli altri Keta Music Vol. 3               | IT86 (1 Wo.)IT | Emis Killa feat. Jake La Furia & Montenero                                                                        |
| 2022 | Faccio cose X2                                      | IT25 (1 Wo.)IT | Sick Luke feat. Jake La Furia, Fabri Fibra & Izi                                                                  |
| 2022 | Prodotto Botox                                      | IT22 (2 Wo.)IT | Night Skinny feat. Ernia, Jake La Furia, Lazza & Paky                                                             |
| 2023 | La bibbia QVC 10 – Quello che vi consiglio, Vol. 10 | IT91 (1 Wo.)IT | Gemitaiz feat. Jake La Furia                                                                                      |
| 2024 | Agente L’angelo del male                            | IT43 (1 Wo.)IT | Baby Gang feat. Emis Killa & Jake La Furia                                                                        |
| 2024 | Cntnrs Containers                                   | IT14 (3 Wo.)IT | Night Skinny feat. Jake La Furia, Emis Killa, Kid Yugi, Tony Boy, Rasty Kilo, Guè, Paky, Nerissima Serpe & Papa V |

Weitere Gastbeiträge
- 2016: Non è facile (Emis Killa feat. Jake La Furia) – Gold (25.000+)[2]

## Belege
1. ↑  Chartquellen (Alben):
  - Alben von Jake La Furia. In: Italiancharts.com. Hung Medien, abgerufen am 4. April 2018.
  - Alben von Jake La Furia. In: Hitparade.ch. Hung Medien, abgerufen am 4. April 2018.
2. 1 2 3 4 5 6 7 8 9 10 11 12 13 14 15 16 17 18 19  Certificazioni, Jake La Furia. FIMI, abgerufen am 10. Juni 2024 (italienisch).
3. 1 2  Archivio classifiche Top Singoli. FIMI, abgerufen am 10. Juni 2024 (italienisch).

| Personendaten    | Personendaten                          |
| ---------------- | -------------------------------------- |
| NAME             | La Furia, Jake                         |
| ALTERNATIVNAMEN  | Vigorelli, Francesco (wirklicher Name) |
| KURZBESCHREIBUNG | italienischer Rapper                   |
| GEBURTSDATUM     | 25. Februar 1979                       |
| GEBURTSORT       | Mailand                                |